# Kaijakkasaari (ö, lat 61,29, long 24,48)
Kaijakkasaari är en ö i Finland. Den ligger i sjön Pitkäjärvi och i kommunen Pälkäne i den ekonomiska regionen Tammerfors och landskapet Birkaland, i den södra delen av landet, 130 km norr om huvudstaden Helsingfors. Öns area är 0,2 hektar och dess största längd är 60 meter i nord-sydlig riktning.